# Ophiocentrus putnami
Ophiocentrus putnami är en ormstjärneart som först beskrevs av George Richard Lyman 1871.  Ophiocentrus putnami ingår i släktet Ophiocentrus och familjen trådormstjärnor. Inga underarter finns listade i Catalogue of Life.